# Calendrier de la saison de cyclo-cross féminine 2021-2022
 (septembre 2021).
Si vous disposez d'ouvrages ou d'articles de référence ou si vous connaissez des sites web de qualité traitant du thème abordé ici, merci de compléter l'article en donnant les références utiles à sa vérifiabilité et en les liant à la section « Notes et références ».
Navigation
2020-2021 2022-2023
Le calendrier de la saison de cyclo-cross féminine 2021-2022 regroupe des courses de cyclo-cross débutant le 11 septembre 2021 et finissant le 20 février 2022. Les épreuves individuelles sont classées en cinq catégories. La plus haute catégorie regroupe les épreuves de la coupe du monde (CDM), qui donne lieu à un classement. Derrière elles, on retrouve les courses de catégorie C1 et C2, qui attribuent des points pour le classement mondial, ensuite les courses réservées aux moins de 23 ans, appelés également espoirs (catégorie CU) et enfin les courses pour les juniors (catégorie CJ). On retrouve également les championnats nationaux (CN) qui sont organisés dans une trentaine de pays.

## Calendrier

### Septembre
| Date | Course                                                          | Classe | Vainqueur          | Équipe                           |
| ---- | --------------------------------------------------------------- | ------ | ------------------ | -------------------------------- |
| 11   | Ethias Cross - Rapencross, Lokeren                              | C2     | Denise Betsema     | Pauwels Sauzen-Bingoal           |
| 11   | 4 Bikes Festival, Lützelbach                                    | C2     | Judith Krahl       | Team Schamel p/b Kloster Kitchen |
| 18   | Ethias Cross - be-Mine Cross, Beringen                          | C2     | Yara Kastelijn     | IKO-Crelan                       |
| 18   | GO Cross presented by Deschutes Brewery #1, Roanoke             | C2     | Caroline Mani      | Pactimo-Colorado Proud           |
| 18   | Le Grand CX, Jablines                                           | C2     | Hélène Clauzel     | AS Bike Racing                   |
| 19   | GO Cross presented by Deschutes Brewery #2, Roanoke             | C2     | Caroline Mani      | Pactimo-Colorado Proud           |
| 19   | Gran Premi Les Franqueses, Les Franqueses del Vallès            | C2     | Lucía González     | Nesta-MMR                        |
| 19   | National Trophy Series #1, Derby                                | C2     | Amira Mellor       | Team Spectra Wiggle p/b Vitus    |
| 25   | USCX Cyclocross Series #1 Rochester Cyclocross Day 1, Rochester | C1     | Maghalie Rochette  | Specialized/Feedback Sports      |
| 25   | Ethias Cross - Versluys Cyclocross, Bredene                     | C2     | Denise Betsema     | Pauwels Sauzen-Bingoal           |
| 26   | Cyclo-cross international de Boulzicourt Ardennes, Boulzicourt  | C2     | Amandine Fouquenet | Arkéa                            |
| 26   | Radcross Illnau, Illnau                                         | C2     | Hélène Clauzel     | AS Bike Racing                   |
| 26   | USCX Cyclocross Series #2 Rochester Cyclocross Day 2, Rochester | C2     | Maghalie Rochette  | Specialized/Feedback Sports      |
| 28   | Toi Toi Cup #1, Mladá Boleslav                                  | C2     | Pavla Havlíková    | Lawi junior team                 |

### Octobre
| Date | Course                                                      | Classe | Vainqueur             | Équipe                               |
| ---- | ----------------------------------------------------------- | ------ | --------------------- | ------------------------------------ |
| 2    | USCX Cyclocross Series #3 Charm City Cross Day 1, Baltimore | C1     | Clara Honsinger       | Cannondale-Cyclocrossworld.com       |
| 2    | Coupe de France #1, Pierric                                 | C2     | Hélène Clauzel        | AS Bike Racing                       |
| 2    | Ethias Cross - Berencross, Meulebeke                        | C2     | Sanne Cant            | IKO-Crelan                           |
| 2    | Føyka KROSS #1, Asker                                       | C2     | Suzanne Verhoeven     | Vondelmolen-De Ceuster               |
| 2    | Toi Toi Cup #2, Hlinsko                                     | C2     | Kristýna Zemanová     | Brilon Racing Team MB                |
| 3    | Superprestige #1, Gieten                                    | C1     | Lucinda Brand         | Baloise Trek Lions                   |
| 3    | Coupe de France #2, Pierric                                 | C2     | Line Burquier         | A.S. Bike Crossteam                  |
| 3    | Føyka KROSS #2, Asker                                       | C2     | Mie Bjørndal Ottestad | Andy Schleck-CP NVST-ImmoLosch       |
| 3    | Gran Premio Internazionale CX Città di Jesolo, Jesolo       | C2     | Eva Lechner           | Trinx Factory Team                   |
| 3    | USCX Cyclocross Series #4 Charm City Cross Day 2, Baltimore | C2     | Maghalie Rochette     | Specialized/Feedback Sports          |
| 3    | Grand Prix Raková, Raková                                   | C2     | annulé                | annulé                               |
| 8    | Trek Cup, Waterloo                                          | C2     | Jolanda Neff          | Trek Factory                         |
| 9    | Coupe d'Espagne #1, Pontevedra                              | C1     | Lucía González        | Nesta-MMR                            |
| 9    | Brumath Cross Days, Brumath                                 | C2     | Maud Kaptheijns       | Deschacht-Group Hens-Containers Maes |
| 9    | CX Täby Park, Täby                                          | C2     | Zoe Bäckstedt         | Acrog-Tormans                        |
| 9    | Coupe de Slovaquie #1, Grand Prix Dohňany, Dohňany          | C2     | Joyce Vanderbeken     | Bike-Advice Cycling Team             |
| 9    | Toi Toi Cup #3, Slaný                                       | C2     | Kristýna Zemanová     | Brilon Racing Team MB                |
| 10   | Coupe du monde de cyclo-cross #1, Waterloo                  | CDM    | Marianne Vos          | Jumbo-Visma                          |
| 10   | Ciclocross Internacional Xaxancx, Marín                     | C2     | Lucía González        | Nesta-MMR                            |
| 10   | Coupe de Slovaquie #2, Grand Prix Podbrezová, Podbrezová    | C2     | Kristýna Zemanová     | Brilon Racing Team MB                |
| 10   | National Trophy Series #2, Milnthorpe                       | C2     | Amira Mellor          | Team Spectra Wiggle p/b Vitus        |
| 10   | Stockholm cyclocross, Stockholm                             | C2     | Zoe Bäckstedt         | Acrog-Tormans                        |
| 10   | Trofeu de Ciclocross Sueca, Sueca                           | C2     | annulé                | annulé                               |
| 13   | Coupe du monde de cyclo-cross #2, Fayetteville              | CDM    | Lucinda Brand         | Baloise Trek Lions                   |
| 15   | USCX Cyclocross Series #5 Jingle Cross Day 1, Iowa City     | C1     | Shirin van Anrooij    | Baloise Trek Lions                   |
| 16   | Toi Toi Cup #4, Rýmařov                                     | C2     | Kristýna Zemanová     | Brilon Racing Team MB                |
| 16   | USCX Cyclocross Series #6 Jingle Cross Day 2, Iowa City     | C2     | Manon Bakker          | IKO-Crelan                           |
| 17   | Coupe du monde de cyclo-cross #3, Iowa City                 | CDM    | Marianne Vos          | Jumbo-Visma                          |
| 17   | Internationale GP Destil Oisterwijk, Oisterwijk             | C2     | Maud Kaptheijns       | Deschacht-Group Hens-Containers Maes |
| 17   | Verge Cross Clonmel, Clonmel                                | C2     | Amira Mellor          | Team Spectra Wiggle p/b Vitus        |
| 21   | Kermiscross, Ardooie                                        | C2     | Alicia Franck         | Proximus-Alphamotorhomes-Doltcini    |
| 23   | Superprestige #2, Ruddervoorde                              | C1     | Denise Betsema        | Pauwels Sauzen-Bingoal               |
| 23   | USCX Cyclocross Series #7 Kings CX Day 1, Mason             | C1     | Maghalie Rochette     | Specialized/Feedback Sports          |
| 23   | Coupe de France #3, Quelneuc                                | C2     | Amandine Fouquenet    | Arkéa                                |
| 24   | Coupe du monde de cyclo-cross #4, Zonhoven                  | CDM    | Denise Betsema        | Pauwels Sauzen-Bingoal               |
| 24   | Coupe de France #4, Quelneuc                                | C2     | Amandine Fouquenet    | Arkéa                                |
| 24   | National Trophy Series #2, Falkirk                          | C2     | Josie Nelson          | Hitec Products                       |
| 24   | USCX Cyclocross Series #8 Kings CX Day 2, Mason             | C2     | Maghalie Rochette     | Specialized/Feedback Sports          |
| 26   | Kiremko Nacht van Woerden, Woerden                          | C2     | annulé                | annulé                               |
| 30   | Zilvermeercross, Mol                                        | C1     | annulé                | annulé                               |
| 30   | Grand-prix de la Commune de Contern, Contern                | C2     | Marie Schreiber       | Tormans Cyclo Cross Team             |
| 30   | Major Taylor Cross Cup Day 1, Indianapolis                  | C2     | Sunny Gilbert         | Blue Competition Cycles              |
| 31   | Coupe du monde de cyclo-cross #5, Overijse                  | CDM    | Kata Blanka Vas       | SD Worx                              |
| 31   | International Cyclocross Increa Brugherio, Brugherio        | C2     | Gaia Realini          | Selle Italia Guerciotti Elite        |
| 31   | Major Taylor Cross Cup Day 2, Indianapolis                  | C2     | Sunny Gilbert         | Blue Competition Cycles              |
| 31   | Munich Super Cross, Munich                                  | C2     | Kristýna Zemanová     | Brilon Racing Team MB                |
| 31   | Grote Prijs van Brabant, Rosmalen                           | C2     | annulé                | annulé                               |

### Novembre
| Date | Course                                                                               | Classe | Vainqueur           | Équipe                                    |
| ---- | ------------------------------------------------------------------------------------ | ------ | ------------------- | ----------------------------------------- |
| 1    | Gran Premio Mamma & Papà Guerciotti AM, Crémone                                      | C2     | Silvia Persico      | Valcar-Travel Service                     |
| 1    | Cyclo-cross International de Dijon, Dijon                                            | C2     | Anaïs Morichon      | Team Royalbikeshop.com                    |
| 1    | X²O Badkamers Trofee #1, Audenarde                                                   | C1     | Clara Honsinger     | Cannondale-Cyclocrossworld.com            |
| 6    | Championnats d'Europe de cyclo-cross, Col du Vam                                     | CC     | Lucinda Brand       | Baloise Trek Lions                        |
| 6    | Coupe d'Espagne #2, Laudio                                                           | C1     | Anaïs Morichon      | Team Royalbikeshop.com                    |
| 6    | New England Cyclocross Series #1 - The Northampton International Day 1, Northampton  | C2     | Ruby West           |                                           |
| 7    | New England Cyclocross Series #2 - The Northampton International Day 2, Northampton  | C2     | Ruby West           |                                           |
| 7    | Coupe d'Espagne #3, Karrantza                                                        | C2     | Lucía González      | Nesta-MMR                                 |
| 7    | II. Debrecen Cross, Debrecen                                                         | C2     | annulé              | annulé                                    |
| 11   | Cyclo-cross International de la Solidarité, Lutterbach                               | C2     | Perrine Clauzel     | AS Bike Racing                            |
| 11   | Superprestige #3, Niel                                                               | C1     | Lucinda Brand       | Baloise Trek Lions                        |
| 13   | Coupe de Slovaquie #3, Grand Prix Topoľčianky 1, Topoľčianky                         | C2     | Nikola Bajgerová    | Force KCK Zlín                            |
| 13   | Lunca Timișului CX, Timişoara                                                        | C1     | Jinse Peeters       | Proximus-Alphamotorhomes-Doltcini CX team |
| 13   | Ethias Cross - Stellacross, Louvain                                                  | C2     | Anna Kay            | Starcasino CX Team                        |
| 13   | Coupe de France #5, Bagnoles-de-l'Orne                                               | C2     | Amandine Fouquenet  | Arkéa                                     |
| 13   | New England Cyclocross Series #3 - Really Rad Festival of Cyclocross Day 1, Falmouth | C2     | Caroline Mani       | Pactimo Fierce Team                       |
| 14   | Coupe de Slovaquie #4, Grand Prix Topoľčianky 2, Topoľčianky                         | C2     | Nikola Bajgerová    | Force KCK Zlín                            |
| 14   | New England Cyclocross Series #4 - Really Rad Festival of Cyclocross Day 2, Falmouth | C2     | Caroline Mani       | Pactimo Fierce Team                       |
| 14   | Coupe de France #6, Bagnoles-de-l'Orne                                               | C2     | Amandine Fouquenet  | Arkéa                                     |
| 14   | Rapha Supercross Nobeyama, Nobeyama                                                  | C2     | Kasuga Watabe       |                                           |
| 14   | Coupe du monde de cyclo-cross #6, Tábor                                              | CDM    | Lucinda Brand       | Baloise Trek Lions                        |
| 17   | Toi Toi Cup #5, Veselí nad Lužnicí                                                   | C2     | Kristýna Zemanová   | Brilon Racing Team MB                     |
| 20   | Coupe de Slovaquie #5, Grand Prix X-Bionic Samorin 1, Šamorín                        | C2     | Kristýna Zemanová   | Brilon Racing Team MB                     |
| 20   | Superprestige #4, Merksplas                                                          | C1     | Lucinda Brand       | Baloise Trek Lions                        |
| 20   | North Carolina Grand Prix Day 1, Hendersonville                                      | C2     | Anna Megale         | Trek Cyclocross Collective                |
| 21   | National Trophy Series #4, Sunderland                                                | C2     | Amira Mellor        | Team Spectra Wiggle p/b Vitus             |
| 21   | Bryksy Cross Gościęcin, Gościęcin                                                    | C2     | Nikola Bajgerová    | Force KCK Zlín                            |
| 21   | Kansai Cyclo Cross Biwako Grand Prix, Kusatsu                                        | C2     | Sae Fukuda          | AX Cyclocross Team                        |
| 21   | Cyclo-cross de La Grandville, La Grandville                                          | C2     | Léa Curinier        | Arkéa                                     |
| 21   | Coupe du monde de cyclo-cross #7, Coxyde                                             | CDM    | Annemarie Worst     | 777                                       |
| 21   | Coupe de Slovaquie #6, Grand Prix X-Bionic Samorin 2, Šamorín                        | C2     | Kristýna Zemanová   | Brilon Racing Team MB                     |
| 21   | Radquer Hittnau, Hittnau                                                             | C2     | Monique Halter      | Thömus RN Swiss                           |
| 21   | Coupe d'Espagne #4, Alcobendas                                                       | C2     | Lydia Pinto Larenjo | Nesta-MMR                                 |
| 21   | North Carolina Grand Prix Day 2, Hendersonville                                      | C2     | Hannah Arensman     | Sycamore Cycles                           |
| 27   | X²O Badkamers Trofee #2, Courtrai                                                    | C2     | Lucinda Brand       | Baloise Trek Lions                        |
| 28   | Coupe de Slovaquie #7, Grand Prix Ziar nad Hronom, Žiar nad Hronom                   | C2     | annulé              | annulé                                    |
| 28   | Coupe du monde de cyclo-cross #8, Besançon                                           | CDM    | Lucinda Brand       | Baloise Trek Lions                        |
| 28   | VII Abadiñoko Udala Saria, Abadiño                                                   | C2     | Alessia Bulleri     | Cycling Cafe' Racing Team                 |

### Décembre
| Date | Course                                                            | Classe | Vainqueur         | Équipe                          |
| ---- | ----------------------------------------------------------------- | ------ | ----------------- | ------------------------------- |
| 4    | Superprestige #5, Boom                                            | C2     | Lucinda Brand     | Baloise Trek Lions              |
| 4    | Championnats panaméricains de cyclo-cross, Garland                | CC     | Raylyn Nuss       | Steve Tilford Foundation Racing |
| 5    | Coupe du monde de cyclo-cross #9, Anvers                          | CDM    | annulé            | annulé                          |
| 5    | XI Trofeo Villa de Gijon, Gijón                                   | C2     | Olivia Onesti     | Starcasino CX Team              |
| 5    | Internazionale CX San Colombano, San Colombano Certénoli          | C2     | Eva Lechner       | Trinx Factory Team              |
| 6    | Trofeo Internacional Las Mestas, Gijón                            | C2     | Aida Nuño Palacio | Rio Miera-Cantabria Deporte     |
| 8    | Ciclocross del Ponte, Trévise                                     | C2     | Eva Lechner       | Trinx Factory Team              |
| 8    | Elorrioko Basqueland Ziklokrosa, Elorrio                          | C1     | Olivia Onesti     | Starcasino CX Team              |
| 11   | Ciclo-cross Ciudad de Xàtiva, Xàtiva                              | C2     | Lucía González    | Nesta-MMR                       |
| 11   | Coupe de France de cyclo-cross #7, Troyes                         | C2     | Line Burquier     | A.S. Bike Crossteam             |
| 11   | Ethias Cross - Robotland Cyclocross, Essen                        | C2     | Zoe Bäckstedt     | Acrog-Tormans                   |
| 11   | Toi Toi Cup #6, Jičín                                             | C2     | Judith Krahl      | Schamel p/b Kloster Kitchen     |
| 11   | Clanfield CX, Clanfield                                           | C2     | Josie Nelson      | Hitec Products                  |
| 12   | Coupe du monde de cyclo-cross #10, Val di Sole                    | CDM    | Fem van Empel     | Pauwels Sauzen-Bingoal          |
| 12   | National Trophy Series #5, Gravesend                              | C2     | Millie Couzens    | Crelan-Iko                      |
| 12   | Coupe de France de cyclo-cross #8, Troyes                         | C2     | Line Burquier     | A.S. Bike Crossteam             |
| 12   | Ciclocross Internacional Ciudad de València, Valence              | C2     | Lucía González    | Nesta-MMR                       |
| 12   | Ziklo Kross Igorre, Igorre                                        | C2     | annulé            | annulé                          |
| 18   | Coupe du monde de cyclo-cross #11, Rucphen                        | CDM    | Marianne Vos      | Jumbo-Visma                     |
| 18   | Utsunomiya Cyclo Cross Day 1, Utsunomiya                          | C2     | annulé            | annulé                          |
| 19   | Coupe du monde de cyclo-cross #12, Namur                          | CDM    | Lucinda Brand     | Baloise Trek Lions              |
| 19   | Coupe d'Espagne #5, Tarancón                                      | C2     | Aida Nuño Palacio | Rio Miera-Cantabria Deporte     |
| 19   | Utsunomiya Cyclo Cross Day 2, Utsunomiya                          | C2     | annulé            | annulé                          |
| 19   | Int. Sparkassen Querfeldein GP Pferdezentrum Austria, Stadl-Paura | C2     | Nikola Bajgerová  | Force KCK Zlín                  |
| 26   | Coupe du monde de cyclo-cross #13, Termonde                       | CDM    | Lucinda Brand     | Baloise Trek Lions              |
| 26   | Cross-Race GP Luzern, Lucerne                                     | C2     | annulé            | annulé                          |
| 27   | Superprestige #6, Heusden-Zolder                                  | C1     | Lucinda Brand     | Baloise Trek Lions              |
| 29   | Superprestige #7, Diegem                                          | C1     | annulé            | annulé                          |
| 30   | X²O Badkamers Trofee #3, Loenhout                                 | C1     | Lucinda Brand     | Baloise Trek Lions              |

### Janvier
| Date | Course                                             | Classe | Vainqueur          | Équipe                 |
| ---- | -------------------------------------------------- | ------ | ------------------ | ---------------------- |
| 1    | X²O Badkamers Trofee #4, Baal                      | C1     | Lucinda Brand      | Baloise Trek Lions     |
| 1    | Grand Prix Garage Collé, Pétange                   | C2     | Christine Majerus  | SD Worx                |
| 2    | Coupe du monde de cyclo-cross #14, Hulst           | CDM    | Lucinda Brand      | Baloise Trek Lions     |
| 2    | Cyclocross Meilen, Meilen                          | C2     | Alessandra Keller  | Thömus maxon           |
| 4    | Hexia cyclocross Gullegem, Wevelgem                | C2     | Shirin van Anrooij | Baloise Trek Lions     |
| 5    | X²O Badkamers Trofee #5, Herentals                 | C2     | Lucinda Brand      | Baloise Trek Lions     |
| 9    | Bear Crossing Grand Prix, Langford                 | C2     | annulé             | annulé                 |
| 10   | Nationale Cyclo-Cross Otegem, Otegem               | C2     | annulé             | annulé                 |
| 15   | Kasteelcross, Zonnebeke                            | C2     | annulé             | annulé                 |
| 15   | Hondsrug Cyclo Cross Gasselte, Gasselte            | C2     | annulé             | annulé                 |
| 16   | Coupe du monde de cyclo-cross #15, Flamanville     | CDM    | Fem van Empel      | Pauwels Sauzen-Bingoal |
| 16   | National Trophy Series 2021-2022 #6, Skipton       | C2     | Anna Kay           | Starcasino CX Team     |
| 16   | Grand Prix Möbel Alvisse, Leudelange               | C2     | annulé             | annulé                 |
| 22   | X²O Badkamers Trofee #6, Hamme                     | C1     | Lucinda Brand      | Baloise Trek Lions     |
| 23   | Coupe du monde de cyclo-cross #16, Hoogerheide     | CDM    | Marianne Vos       | Jumbo-Visma            |
| 29   | Championnats du monde de cyclo-cross, Fayetteville | CM     | Marianne Vos       | Jumbo-Visma            |

### Février
| Date | Course                                      | Classe | Vainqueur       | Équipe                 |
| ---- | ------------------------------------------- | ------ | --------------- | ---------------------- |
| 5    | Ethias Cross - Parkcross, Maldeghem         | C2     | Annemarie Worst | 777                    |
| 5    | Ethias Cross - Polderscross, Kruibeke       | C2     | annulé          | annulé                 |
| 6    | X²O Badkamers Trofee #7, Lille              | C1     | Lucinda Brand   | Baloise Trek Lions     |
| 12   | Superprestige #8, Gavere                    | C1     | Lucinda Brand   | Baloise Trek Lions     |
| 13   | X²O Badkamers Trofee #8, Bruxelles          | C1     | Denise Betsema  | Pauwels Sauzen-Bingoal |
| 19   | Ethias Cross - Waaslandcross, Saint-Nicolas | C2     | Lucinda Brand   | Baloise Trek Lions     |
| 20   | Internationale Sluitingsprijs, Oostmalle    | C1     | Annemarie Worst | 777                    |

## Championnats nationaux (CN)
| Nation             | Date                                         | Élites                                       | Moins de 23 ans                              | Juniors                                      |
| ------------------ | -------------------------------------------- | -------------------------------------------- | -------------------------------------------- | -------------------------------------------- |
| Allemagne          | 9 janvier 2022                               | Elisabeth Brandau                            | Judith Krahl                                 | Jule Märkl                                   |
| Australie          | Annulés en raison de la pandémie de Covid-19 | Annulés en raison de la pandémie de Covid-19 | Annulés en raison de la pandémie de Covid-19 | Annulés en raison de la pandémie de Covid-19 |
| Autriche           | 9 janvier 2022                               | Nadja Heigl                                  | N/A                                          | N/A                                          |
| Belgique           | 8 janvier 2022                               | Sanne Cant                                   | Kiona Crabbé                                 | Xaydée Van Sinaey                            |
| Canada             | Annulés en raison de la pandémie de Covid-19 | Annulés en raison de la pandémie de Covid-19 | Annulés en raison de la pandémie de Covid-19 | Annulés en raison de la pandémie de Covid-19 |
| Chili              | 16 octobre 2021                              | Nadia Vásquez                                | N/A                                          | N/A                                          |
| Croatie            | 9 janvier 2022                               | Anja Nadu                                    | N/A                                          | N/A                                          |
| Danemark           | 9 janvier 2022                               | Caroline Bohé                                | N/A                                          | Julie Lillelund                              |
| Espagne            | 9 janvier 2022                               | Lucía González                               | Lucía Gómez                                  | Marta Beti                                   |
| Estonie            | 23 octobre 2021                              | Laura Lizette Sander                         | Elina Tasane                                 | N/A                                          |
| États-Unis         | 12 décembre 2021                             | Clara Honsinger                              | Katie Clouse                                 | Katherine Sarkisov                           |
| Finlande           | 30 octobre 2021                              | Minna-Maria Kangas                           | N/A                                          | Wilma Aintila                                |
| France             | 9 janvier 2022                               | Line Burquier                                | Line Burquier                                | Manon Briand                                 |
| Grande-Bretagne    | 9 janvier 2022                               | Harriet Harnden                              | Harriet Harnden                              | Ella Maclean-Howell                          |
| Grèce              | 6 février 2022                               | Eirini Maria Karousou                        | N/A                                          | Charikleia Sofia Giourgouli                  |
| Hongrie            | 9 janvier 2022                               | Blanka Vas                                   | N/A                                          | Lora Oravecz                                 |
| Irlande            | 9 janvier 2022                               | Maria Larkin                                 | N/A                                          | N/A                                          |
| Islande            | 30 octobre 2021                              | Björg Hákonardóttir                          | Elín Árnadóttir                              | N/A                                          |
| Italie             | 9 janvier 2022                               | Silvia Persico                               | Gaia Realini                                 | Sophie Auer                                  |
| Japon              | 12 décembre 2021                             | Kasuga Watabe                                | N/A                                          | Hitomi Nakajima                              |
| Lituanie           | 24 octobre 2021                              | Gabrielė Andrašiūnienė                       | N/A                                          | N/A                                          |
| Luxembourg         | 8 janvier 2022                               | Christine Majerus                            | Marie Schreiber                              | Layla Barthels                               |
| Norvège            | 20 novembre 2021                             | Mie Bjørndal Ottestad                        | N/A                                          | Hedda Steine Gulholm                         |
| Nouvelle-Zélande   | 15 août 2021                                 | Kate McIlroy                                 | N/A                                          | Seana Gray                                   |
| Pays-Bas           | 9 janvier 2022                               | Marianne Vos                                 | Fem van Empel                                | Leonie Bentveld                              |
| Pologne            | 9 janvier 2022                               | Dominika Włodarczyk                          | Dominika Włodarczyk                          | Malwina Mul                                  |
| Portugal           | 9 janvier 2022                               | Ana Mafalda Sá Santos                        | N/A                                          | Mariana Libano                               |
| République tchèque | 8 janvier 2022                               | Kristýna Zemanová                            | N/A                                          | Eliška Hanáková                              |
| Roumanie           | 14 novembre 2021                             | Salomé Bondor                                | N/A                                          | N/A                                          |
| Russie             | 23 janvier 2022                              | Elvira Khairullina                           | N/A                                          | Daria Tislenko                               |
| Slovaquie          | 12 décembre 2021                             | Tereza Kurnická                              | N/A                                          | N/A                                          |
| Suède              | 21 novembre 2021                             | Clara Lundmark                               | N/A                                          | Alma Johansson                               |
| Suisse             | 9 janvier 2022                               | Alessandra Keller                            | Jacqueline Schneebeli                        | Monique Halter                               |

## Nombres de victoires
| # | Coureur            | Équipe                        | Vict | CDM | SP | X²O | ETH |
| - | ------------------ | ----------------------------- | ---- | --- | -- | --- | --- |
| 1 | Lucinda Brand      | Baloise Trek Lions            | 20   | 6   | 6  | 7   | 1   |
| 2 | Kristýna Zemanová  | Brilon Racing Team MB         | 9    | 0   | 0  | 0   | 0   |
| 3 | Lucía González     | Nesta-MMR                     | 7    | 0   | 0  | 0   | 0   |
| 4 | Marianne Vos       | Jumbo-Visma                   | 6    | 4   | 0  | 0   | 0   |
| 5 | Denise Betsema     | Pauwels Sauzen-Bingoal        | 5    | 1   | 1  | 1   | 2   |
| 6 | Maghalie Rochette  | Specialized/Feedback Sports   | 5    | 0   | 0  | 0   | 0   |
| - | Amandine Fouquenet | Arkéa                         | 5    | 0   | 0  | 0   | 0   |
| 8 | Caroline Mani      | Pactimo-Colorado Proud        | 4    | 0   | 0  | 0   | 0   |
| - | Amira Mellor       | Team Spectra Wiggle p/b Vitus | 4    | 0   | 0  | 0   | 0   |
| - | Nikola Bajgerová   | Force KCK Zlín                | 4    | 0   | 0  | 0   | 0   |
| - | Line Burquier      | A.S. Bike Crossteam           | 4    | 0   | 0  | 0   | 0   |

### Compétitions
- Coupe du monde de cyclo-cross 2021-2022
- Superprestige 2021-2022
- X²O Badkamers Trofee 2021-2022
- Coupe de France de cyclo-cross 2021
- Toi Toi Cup 2021-2022
- Coupe d'Espagne de cyclo-cross 2021
- Ethias Cross
- National Trophy Series 2021-2022
- USCX Cyclocross Series 2021-2022
- Championnats du monde de cyclo-cross 2022